# Islandia na Mistrzostwach Świata w Lekkoatletyce 2011
Islandia na Mistrzostwach Świata w Lekkoatletyce 2011 reprezentowana była przez dwóch zawodników.

## Występy reprezentantów Islandii

### Mężczyźni

#### Konkurencje techniczne
| Konkurencja | Zawodnik          | Eliminacje | Eliminacje | Finał    | Finał   |
| Konkurencja | Zawodnik          | Rezultat   | Pozycja    | Rezultat | Pozycja |
| ----------- | ----------------- | ---------- | ---------- | -------- | ------- |
| Skok w dal  | Kristinn Torfason | 7.17 m     | 30         |          |         |

### Kobiety

#### Konkurencje techniczne
| Konkurencja    | Zawodnik           | Eliminacje   | Eliminacje | Finał    | Finał   |
| Konkurencja    | Zawodnik           | Rezultat     | Pozycja    | Rezultat | Pozycja |
| -------------- | ------------------ | ------------ | ---------- | -------- | ------- |
| Rzut oszczepem | Ásdís Hjálmsdóttir | 59.15 m (SB) | 13         |          |         |